# Скруп, Ричард, 3-й барон Скруп из Болтона
Ричард ле Скруп (англ. Richard le Scrope; 31 мая 1394 — 29 августа 1420, под Руаном, Королевство Франция) — английский аристократ, 3-й барон Скруп из Болтона (с 1403 года), участник Столетней войны.

## Биография
Роджер Скруп был единственным сыном Роджера Скрупа, 2-го барона Скруп из Болтона, и Маргарет Типтофт. В 1403 году он унаследовал земли и титул отца, но, поскольку был тогда ещё ребёнком, оказался под опекой королевы. Последняя устроила в 1413 году его брак с Маргарет Невилл. Скруп участвовал в континентальных кампаниях Генриха V (в частности, в 1415 году он сражался при Азенкуре во главе 15 конников и 45 лучников). В 1418 году он защищал северо-восточное побережье Англии от набегов шотландцев. 3-й барон Скруп погиб во время осады Руана в Северной Франции в 1420 году.
Ричард Скруп был женат на Маргарет Невилл, дочери Ральфа Невилла, 1-го графа Уэстморленд, и Маргарет Стаффорд. В этом браке родилось несколько детей, в том числе  Генри, 4-й барон Скруп из Болтона, наследовавший отцу, и Ричард Скруп (умер 10 мая 1468), епископ Карлайла с 1464 года.